# Jaroslav Havelka
Jaroslav Havelka (19. února 1917 Praha – 23. ledna 2005 Týnec nad Sázavou) byl český a československý politik; poúnorový a normalizační politik Komunistické strany Československa, poslanec Národního shromáždění ČSR a ministr vlád Československa.

## Biografie
V období let 1927–1935 vystudoval klasické gymnázium v Jičíně. Následně absolvoval Právnickou fakultu Univerzity Karlovy v Praze, kde získal titul doktora práv. Za první republiky patřil mezi aktivisty sociálně demokratického studentstva a mládeže. Za okupace spolupracoval s levicovým odbojem.
V letech 1945–1947 pracoval v politické sekci ÚRO. Po únorovém převratu v roce 1948 patřil k frakci tehdejší sociálně demokratické strany loajální vůči Komunistické straně Československa, která ve straně převzala moc a ještě během roku 1948 ji sloučila s KSČ. Od roku 1948 do roku 1949 zasedal v ústředním Akčním výboru Národní fronty. Byl rovněž v poúnorovém období (do zániku ČSSD jejím sloučením s komunisty) zástupcem generálního tajemníka sociální demokracie.
Ve volbách do Národního shromáždění roku 1948 byl zvolen do Národního shromáždění za sociální demokracii ve volebním kraji České Budějovice. V červnu 1948 po sloučení ČSSD s KSČ přešel do poslaneckého klubu komunistů. V parlamentu setrval do konce funkčního období, tedy do voleb v roce 1954.
Zastával i stranické, státní a vládní posty. V červnu 1948 byl v důsledku splynutí ČSSD s KSČ kooptován za člena Ústředního výboru Komunistické strany Československa. IX. sjezd KSČ ho ve funkci potvrdil. X. sjezd KSČ a XI. sjezd KSČ ho zvolil kandidátem ÚV KSČ. V letech 1951–1953 byl ministrem pracovních sil ve vládě Antonína Zápotockého a Viliama Širokého. V letech 1953–1956 zastával post předsedy Státního úřadu pro věci církevní. Potom v letech 1956–1958 a opět v roce 1968 působil jako náměstek ministra školství. Mezitím byl v letech 1958–1962 velvyslancem ve Švédsku. (1958-1959 vyslancem)
V roce 1969 se stal členem druhé vlády Oldřicha Černíka s agendou Ministr – předseda Výboru pro tisk a informace. Ve vysokých funkcích se udržel i za normalizace. V letech 1970–1984 byl náměstkem ministra práce a sociálních věcí. V roce 1960 mu byl udělen Řád práce a v roce 1968 Řád republiky.